# Duri (Marvel Comics)
I Duri (Enforcers) sono un gruppo di criminali dei fumetti pubblicati dalla Marvel Comics, sono stati al servizio di vari boss della mala.

## Biografia

### Primi passi nel sottobosco criminale
Alla loro prima apparizione, i Duri, allora composti dal forzuto Bue, dall'agile Fancy Dan e dal cowboy Montana, furono assoldati dal Granduomo per prendere il controllo della criminalità newyorkese finendo per scontrarsi con un giovane Uomo Ragno. Si batterono ripetutamente con il Tessiragnatele, inizialmente per ordine di Norman Osborn, in seguito dell'Uomo Sabbia, nell'insolita veste di cervello dell'operazione. Affiancarono poi i redivivi Granduomo e Signore del Crimine che li ingaggiarono assieme al sabbioso criminale, in questa e nella precedente occasione furono sconfitti da Spidey in team con la Torcia Umana e i Figli della Tigre. Fu il turno di Lightmaster di coinvolgerli in un'operazione criminosa che vide l'ingresso nel gruppo del fratello dell'originale Bue e li portò ad affrontare anche la Tigre Bianca.

### Cambio della guardia
Dopo un'avventura contro Dazzler, durante la quale cercano di uccidere un amico della mutante, il gruppo subisce un cambiamento con l'ingresso tra le loro file del contorsionista Snake Marston e del pugile Hammer Harrison, la nuova formazione affronta l'Uomo Ragno ed un redento Uomo Sabbia per conto di Kingpin. Successivamente, combattono insieme all'Anguilla con Devil.

### Ritorno alle origini
In seguito, la formazione originale affronta Spidey prima di sciogliersi, infatti Bue, insieme a Snake Marston, diviene uno degli istruttori del progetto Thunderbolts. Sarà Mister Fear a riunire il trio per scagliarlo contro l'alterego di Matt Murdock. I tre affrontano nuovamente il Ragno, quando l'eroe cerca di proteggere l'Allibratore che li aveva truffati in una scommessa clandestina e, ancora una volta, mentre è alla ricerca del figlio di Norman Osborn e Minaccia, rapito dal Camaleonte per conto del Dottor Octopus. Alla loro ultima apparizione si scontrano con Luke Cage ed i suoi Thunderbolts.

## Formazione
La formazione originale comprendeva:
- Fancy Dan: alias Daniel Brito, esperto in arti marziali;
- Montana: alias Jackson Brice, cowboy abile nel maneggiare il lazo;
- Bue: alias Raymond Bloch, forzuto ma scarsamente intelligente.

In seguito militeranno tra le file del team criminale:
- Bue II: alias Roland Bloch, fratello del primo;
- Sylvester "Snake" Marston, abile contorsionista;
- Willard "Hammer" Harrison, pugile dotato di due guantoni metallici.